# Szklarska Poręba Średnia
Szklarska Poręba Średnia – stacja kolejowa w Szklarskiej Porębie, w województwie dolnośląskim, w Polsce.

## Ruch pasażerski
| Rok  | Wymiana pasażerska na dobę |
| ---- | -------------------------- |
| 2017 | 50-99                      |
| 2022 | 50-99                      |

## Połączenia
- Gdynia
- Jelenia Góra
- Szczecin
- Szklarska Poręba Górna
- Warszawa
- Wrocław